# Skoczów
Skoczów é um município da Polônia, na voivodia da Silésia e no condado de Cieszyn. Estende-se por uma área de 9,85 km², com 14 550 habitantes, segundo os censos de 2016, com uma densidade de 1477,2 hab/km².